# Kết hôn trực tuyến
Một cái gì đó thường thấy nhất trong các trò chơi nhập vai trực tuyến nhiều người chơi (MMORPG) là kết hôn trực tuyến hay đám cưới trực tuyến từ khi cộng đồng online còn rất non trẻ và các trò chơi trực tuyến cũ như MUD. Hai nhân vật mang hai avatar, hay nhân vật khác nhau kết hôn sẽ tạo ra một sự kiện giống với tiêu chuẩn một lễ cưới. Điều này trở nên rất phổ biến với việc giới thiệu Ultima Online, không chỉ cung cấp nhẫn, trang phục và đồ trang trí, mà đôi khi còn dùng Gamemaster làm nghi lễ. Truyền thống này đã được chuyển sang một số MMORPG và cộng đồng ảo khác.
Một số trò chơi cung cấp Phần thưởng đặc biệt cho những người tham gia vào một đám cưới ảo. Trong nhiều trường hợp, những người tham gia không biết nhau bên ngoài cộng đồng ảo. Một số cặp đôi thậm chí có thể không biết tên thật, giới tính của nhau, v.v. Một số người, trên thực tế, mở rộng sự kết hôn này ra ngoài thế giới thực, nhưng hầu hết không làm vậy.
Không có sự công nhận hợp pháp cho các cuộc hôn nhân ảo. Một số cặp vợ chồng đã tham gia vào những thứ dường như là liên kết hợp pháp thông qua các phương tiện khác như nhắn tin tức thời. Các nghi lễ này được chủ trì bởi cùng các quan chức và nhân chứng thích hợp cần thiết cho một đám cưới tiêu chuẩn. Một số trong những công đoàn này xảy ra trên khắp biên giới tiểu bang hoặc thậm chí lên tới mức quốc gia.